# Bloodsport 2
Série
Bloodsport
(1988) Bloodsport 3
(1997)
Pour plus de détails, voir Fiche technique et Distribution.
Bloodsport 2 (Bloodsport II: The Next Kumite) est un film américain réalisé par Alan Mehrez, sorti directement en vidéo en 1996.

## Synopsis
Après que le voleur Alex Cardo (Daniel Bernhardt) fut pris en flagrant délit en Asie orientale en train de voler un sabre sacré, il se retrouve emprisonné et battu. Un des gardes, Demon (Ong Soo Han), un militaire particulièrement sadique, le torture à chaque fois qu'il en a l'occasion car celui-ci semble avoir un problème personnel avec les personnalités américaines. Alex trouve un ami et un mentor dans la prison, Maître Sun (James Hong), qui lui enseigne un style de combat supérieur appelé "Main de fer". Demon reçoit alors une invitation pour participer à un tournoi qui se nomme le Kumité. Maître Sun et Alex ont besoin de trouver un moyen de laisser Alex y prendre part également.
Plus tard, Alex est libéré de prison et promet à Maître Sun, de participer au Kumité et d'empêcher que Demon n'en sorte vainqueur. Sur place à Hong Kong, Alex rencontre Jackson, un habitué du Kumité, qui l'aide à s'inscrire en récupérant une invitation d'un combattant qui ne semble pas suffisamment doué pour ce genre de combat. Mais tout reste à faire, car pendant le tournoi Alex apprend qu'un de ses anciens amis s'est retrouvé en prison et que Demon est prêt à tout pour l'y emmener de nouveau, voire en finir avec lui une bonne fois pour toutes.

## Fiche technique
- Réalisation : Alan Mehrez
- Scénario : Jeff Schechter
- Production : Alan Mehrez, Jeffrey Konvitz
- Musique originale : Stephen Edwards
- Photographie : Jacques Haitkin
- Montage : J. Douglas Seelig
- Format : Couleurs - 1,85:1 - Ultra Stéréo - 35 mm
- Pays :  États-Unis
- Langue : anglais
- Date de sortie : 
  - États-Unis : 1er mars 1996

## Distribution
- Daniel Bernhardt : Alex Cardo
- Pat Morita : David Leung
- Donald Gibb : Ray 'Tiny' Jackson
- James Hong : Sun
- Lisa McCullough : Kim

## Autour du film
- Au départ il devait s'agir d'une suite des aventures de Frank Dux en remettant son titre de champion en jeu, mais Jean-Claude Van Damme a refusé d'endosser à nouveau le rôle à la suite des soucis rencontrés lors du premier opus et donc Daniel Bernhardt fut choisi pour ce film, mais avec un rôle différent.
- On y retrouve quelque passage semblable à celui du premier opus, exemple la difficulté qu'Alex à vaincre son adversaire en demi-finale, la mort d'un combattant de la main du méchant de l'histoire, ainsi que la réplique donnée par le méchant à la fin de la demi-finale, Chong Lee dit : C'est toi le prochain, Demon lui dit : Toi et moi, et bientôt, rien que moi.
- Donald Gibb reprend son rôle de Jackson pour la seconde fois, non pas en tant que combattant mais en tant qu'entraîneur pour les combattants.
- On retrouve un lien entre Franck Dux et Alex Cardo. Tous deux sont des voleurs, mais changent d'attitude après un passage de rédemption, à la différence prêt que Franck a eu sa chance étant adolescent alors qu'Alex était déjà adulte. Ils reçoivent cependant tous deux l'enseignement d'un grand maître.
- Le personnage d'Alex Cardo fut si convaincant qu'il fut repris pour les deux chapitres suivants.
- Pat Morita est connu pour avoir interprété Maître Miyagi dans la trilogie Karaté Kid auprès de Ralph Macchio.
- Dans le premier opus, aucune femme ne participait au Kumité, tandis que dans ce second une femme a été clairement invitée, mais dans le troisième opus, le tournoi restera exclusivement réservé aux hommes.

## Lieu detournage
- Le tournage s'est déroulé à Hong Kong.